# Damias punctata
Damias punctata är en fjärilsart som beskrevs av Rothschild 1936. Damias punctata ingår i släktet Damias och familjen björnspinnare. Inga underarter finns listade i Catalogue of Life.